# Царь Фёдор Иоаннович (пьеса)
«Царь Фёдор Иоаннович» — трагедия в пяти действиях А. К. Толстого, написанная и впервые опубликованная в 1868 году; вторая часть драматической трилогии, первой частью которой стала трагедия «Смерть Иоанна Грозного» (1866), а заключительной — «Царь Борис» (1870).
Толстой писал свою трагедию, опираясь на Н. М. Карамзина, но одновременно и полемизируя с ним, что прежде и больше всего сказалось на образе главного её героя — «одной из самых интересных фигур в русской литературе», по словам критика, и одной из самых содержательных ролей в русском театральном репертуаре. Оказавшаяся под цензурным запретом трагедия впервые была поставлена на профессиональной сцене лишь спустя 30 лет после завершения. Сам Толстой считал «Царя Фёдора» лучшей из своих пьес, и какие бы недостатки ни находили в ней критики, на редкость счастливой оказалась сценическая история трагедии, сыгравшей, в частности, наряду с чеховской «Чайкой» исключительную роль в становлении Московского Художественного театра.

## История создания

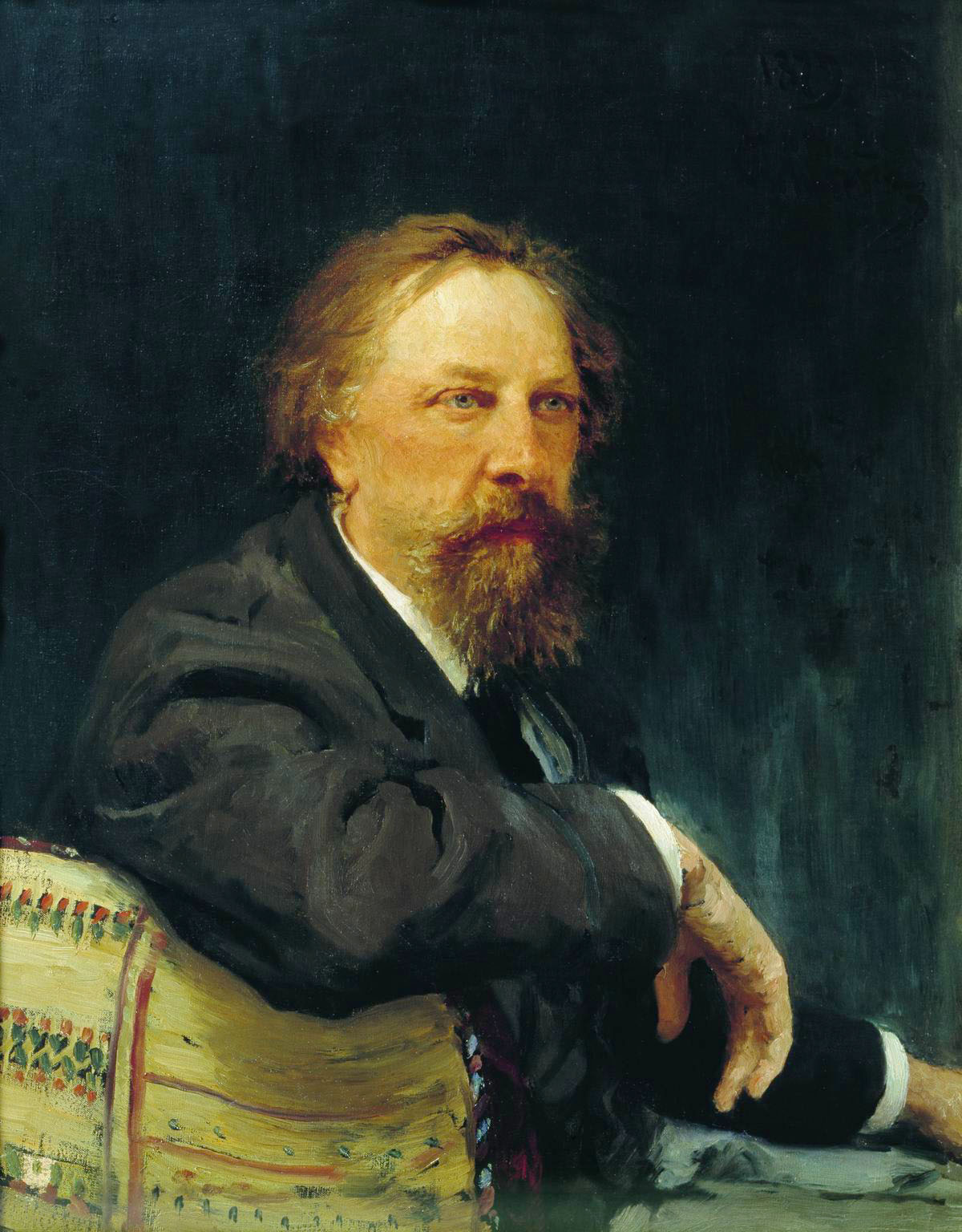
И. Е. Репин. Портрет графа А. К. Толстого. 1879

Эпоха Ивана Грозного и царствования, непосредственно следовавшие за ней, интересовали Алексея Толстого с молодых лет; к этому периоду истории он обращался в балладе «Василий Шибанов» (1840) и в романе «Князь Серебряный», задуманном ещё в 40-х годах. Роман был закончен в 1862 году, к этому времени относится и замысел трагедии «Смерть Иоанна Грозного», — о драматической трилогии, посвящённой событиям конца XVI — начала XVII века, Толстой в то время ещё не помышлял. Лишь в 1865 году, когда уже были закончены и «Смерть Иоанна Грозного», и первый акт «Царя Фёдора», Толстой сообщил Каролине Павловой (переведшей на немецкий язык его первую трагедию): «Знаете новость? Вы ведь думаете, что перевели трагедию в 5 действиях под названием „Смерть Иоанна“? Ничуть не бывало! Вы перевели только пролог к большой драматической поэме, которая будет называться „Борис Годунов“».
Замысел трилогии складывался в процессе работы над «Царём Фёдором», и первоначально Толстой намеревался завершить свою «драматическую поэму» пьесой под названием «Дмитрий Самозванец». Но вскоре обнаружил, что Лжедмитрий I ему совершенно неинтересен — в отличие от Бориса Годунова, которого он тоже, по собственному признанию, полюбил не сразу: «Царь Борис, — сообщал Толстой в одном из своих писем, — не только посещает меня, но сидит со мной неотлучно и благосклонно повёртывается на все стороны, чтобы я мог разглядеть его. Увидав его так близко, я его, признаюсь, полюбил». Собственно, только в процессе сочинения «Царя Бориса», Толстой понял, что у него складывается именно трилогия.
Стихотворная трагедия уже во времена А. С. Пушкина была уходящим жанром — её повсеместно вытесняла прозаическая драма, и в то время, когда Толстой сочинял свою драматическую трилогию, российскую сцену уже завоевали прозаические драмы А. Островского, И. Тургенева, А. Сухово-Кобылина. И тем не менее Толстой писал свою более романтическую, нежели историческую трилогию тем же белым 5-стопным, «шекспировским», ямбом, каким написан «Борис Годунов» Пушкина (исключение в «Царе Фёдоре» составляют две массовые сцены, на Яузе и перед Архангельским собором, — народ у Толстого говорит прозой).
Первая часть трилогии, «Смерть Иоанна Грозного», была опубликована в журнале «Отечественные записки» в начале 1866 года. Цензура допустила постановку пьесы в обеих столицах (и она с успехом шла в Александринском театре в Петербурге и в Малом в Москве), но запретила — под пустяковым предлогом — ставить её в провинции.
В «Царе Фёдоре» действие происходит, как указал Толстой в ремарке, «в конце XVI столетия». События, представленные в пьесе, охватывают период с 1585 года, когда состоялось примирение Ивана Шуйского с Борисом Годуновым, по 1591 год, когда погиб царевич Дмитрий. В основу сюжета легли несколько страниц из «Истории государства Российского» Н. М. Карамзина, где Толстой, помимо основных исторических фактов, почерпнул и многие детали; даже некоторые реплики его персонажей, в том числе упрёк Голубя-сына: «Князь Иван Петрович! Вы нашими миритесь головами!», — являются фактическими цитатами из Карамзина.
В то же время во многом существенном драматург не согласился с историком, и это в первую очередь касается характеров главных действующих лиц. Не намереваясь в своей трагедии следовать жанру исторической хроники, Толстой мог смещать события в соответствии со своим поэтическим замыслом: так, смерть Ивана Шуйского и гибель царевича Дмитрия происходят в пьесе одновременно, хотя в реальной истории эти события разделяют два с половиной года. С реальными историческими лицами в трагедии соседствуют вымышленные персонажи, но в иных случаях и исторические лица не имеют со своими прототипами ничего общего, кроме имени, как Михайло Головин или князь Григорий Шаховской, никогда не бывший сторонником Шуйских, благополучно переживший и Фёдора, и Годунова. Не имеют под собой исторической основы и некоторые сюжетные линии, в том числе линия Шаховской — Мстиславская и размолвка Фёдора с Борисом из-за Шуйских. Вообще, следование исторической правде Толстой не считал своей первостепенной задачей и ещё по поводу «Смерти Иоанна Грозного», предвидя возможные возражения, писал: «Поэт… имеет только одну обязанность: быть верным самому себе и создавать характеры так, чтобы они сами себе не противоречили; человеческая правда — вот его закон; исторической правдой он не связан. Укладывается она в его драму — тем лучше; не укладывается — он обходится и без неё».
В 1865—1866 годах Толстой читал «Царя Фёдора» своим друзьям, но эта первоначальная редакция, о которой известно, что Углич, включая гибель царевича, занимал в ней значительное место, не сохранилась. Переписка Толстого свидетельствует о том, что трагедия вызвала немало возражений и была переработана: «…мне кажется, я столько же зачеркнул, сколько оставил», — писал драматург. Известная нам версия «Царя Фёдора» была закончена в начале 1868 года и в том же году опубликована в журнале «Вестник Европы», в № 5.
Допустив публикацию, цензура, однако, запретила постановку «Царя Фёдора» на сцене, и на сей раз не только в провинции, но и в столицах — как пьесы, колеблющей принципы самодержавия. «Нахожу трагедию гр. Толстого „Фёдор Иоаннович“, — писал министр внутренних дел А. Е. Тимашев, — в настоящем её виде совершенно невозможною для сцены. Личность царя изображена так, что некоторые места пиесы неминуемо породят в публике самый неприличный хохот». И хотя Толстой внёс в своё сочинение ряд изменений, трагедию это не спасло. Ещё надеясь добиться отмены запрета, Толстой написал «Проект постановки на сцену трагедии „Царь Фёдор Иоаннович“», также опубликованный в «Вестнике Европы», в декабре 1868 года; но первая постановка состоялась спустя много лет после его смерти.

## Концепция
Сам Алексей Толстой отмечал как важную и даже «исключительную», никогда прежде не встречавшуюся, особенность своей трагедии то, что борьба в ней происходит не между главным героем и его оппонентом, а между «двумя вторыми героями». Главный же герой в борьбе никоим образом не участвует, — его бездействие, собственно, и становится причиной всех драматических коллизий этой пьесы:
Две партии в государстве борются за власть: представитель старины, князь Шуйский, и представитель реформы, Борис Годунов. Обе партии стараются завладеть слабонравным царём Фёдором как орудием для своих целей. Фёдор, вместо того чтобы дать перевес той или другой стороне или же подчинить себе ту и другую, колеблется между обеими и чрез свою нерешительность делается причиной: 1) восстания Шуйского и его насильственной смерти, 2) убиения своего наследника, царевича Димитрия, и пресечения своего рода. Из такого чистого источника, какова любящая душа Фёдора, истекает страшное событие, разразившееся над Россией долгим рядом бедствий и зол. Трагическая вина Иоанна было попрание им всех человеческих прав в пользу государственной власти; трагическая вина Фёдора — это исполнение власти при совершенном нравственном бессилии».

### Борис Годунов

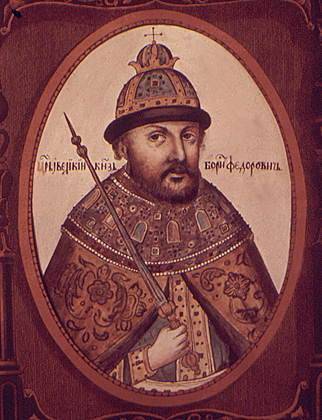
Борис Годунов

Что именно Борис Годунов является главным героем всей его драматической трилогии, Толстой подтвердил и в 1874 году, составляя своё краткое жизнеописание для итальянского литературоведа А. де Губернатиса: «Мною была написана трилогия „Борис Годунов“ в трёх самостоятельных драмах».
Толстой в своей трилогии опирался на официальную версию, поддержанную и Н. М. Карамзиным, согласно которой Борис Годунов, враждовавший с боярами Романовыми, предками царствующей династии, был непосредственно причастен к гибели царевича Дмитрия. Так, Карамзин в своей «Истории государства Российского» писал, что все беды, обрушившиеся на Годунова в недолгие годы его царствования, начались с «внутреннего беспокойства Борисова сердца». «Беспокойство сердца» стало главной темой заключительной части трилогии, «Царь Борис», во второй её части драматург недвусмысленно даёт понять, что царевич был убит по приказу Годунова.
Историки давно оспаривают эту версию — и сам факт убийства, и причастность Годунова к гибели царевича, как оспаривают и право незаконнорождённого, с точки зрения церкви, Дмитрия наследовать престол, и реальность притязаний на престол со стороны Годунова, в 1591 году и позже мечтавшего лишь об одном — остаться после смерти слабого здоровьем Фёдора правителем при его сыне и делавшего всё возможное и невозможное, чтобы этот бесспорно законный наследник родился: историческая Ирина, по свидетельствам современников, «часто, но неудачно бывала беременна», и к каким только лекарям, знахарям, колдунам не обращался с этой бедой Борис. И во времена Толстого было известно, что вина Бориса по крайней мере не доказана; тем не менее драматург приписал ему и это преступление, создавая образ человека, не склонного останавливаться ни перед чем. При этом он разошёлся с Карамзиным в толковании мотивов, движущих Годуновым: у Карамзина Борис «хотел, умел благотворить, но единственно из любви ко славе и власти; видел в добродетели не цель, а средство к достижению цели». Толстой же в комментарии к своей трагедии («Проекте постановки на сцену трагедии „Царь Фёдор Иоаннович“») писал: «Как ни жестоки его меры, зритель должен видеть, что они внушены ему не одним только честолюбием, но и более благородной целью, благом всей земли, и если не простить ему приговора Димитрия, то понять, что Димитрий есть действительное препятствие к достижению этой цели». Нравственной оценки приписанного Борису преступления его указание не меняло — заключительная часть трилогии, в которой Борис сам выносил себе приговор:
От зла лишь зло родится — всё едино:
Себе ль мы им служить хотим иль царству —
Оно ни нам, ни царству впрок нейдёт! —
не оставляла на этот счёт никаких сомнений; но это указание важно для концепции трагедии в целом: в «Царе Фёдоре» борются не «добро» и «зло», а различные политические тенденции. Сочувствуя поборникам «старины», Толстой в полной мере сознавал, что историческая правота — на стороне Бориса, о чём свидетельствует его прекрасный, по мнению П. В. Анненкова, монолог в пятом акте.

### Иван Шуйский
Историю 300-летней давности Алексей Толстой писал, думая о настоящем: неприятие современного ему самодержавно-бюрократического государства, усилившееся в «эпоху первоначального накопления», нашло своё отражение в его драматической трилогии. «Двух станов не боец», Толстой, которому оказалось не по пути ни с «западниками», ни со «славянофилами», свой идеал находил в домонгольском прошлом: Киевская Русь и Новгород, с их широкими международными связями, не страдали национальной замкнутостью и порождённой ею косностью и не знали деспотизма, который утвердился в Московском царстве и в глазах Толстого не искупался «собиранием земель». С Московского царства началось для него оскудение аристократии и падение её политического влияния — то, что Толстой болезненно переживал в современной ему России, и если, например, для декабристов новгородское вече было осуществлением начал «народоправства», то Толстой считал Новгород «республикой в высшей степени аристократической».
Через всю драматическую трилогию проходит борьба боярства против самодержавной власти, которую в «Царе Фёдоре» в большей степени олицетворяет Борис, нежели Фёдор; и, поскольку отношение самого Толстого к современному ему государству было не чем иным, как аристократической оппозицией, симпатии его и в более ранних произведениях естественным образом оказывались на стороне бояр, представленных такими близкими автору — и идеализированными, по мнению историков, — персонажами, как Морозов в романе «Князь Серебряный», Репнин в балладе «Князь Михайло Репнин», Захарьин в первой части трилогии. В «Царе Фёдоре» об идеализации боярства говорить можно лишь с большими оговорками: интриги и своекорыстные интересы представлены в трагедии в полной мере, — здесь Толстой скорее пытается понять, почему аристократия в своей борьбе с самодержавием терпела поражения, и, сколько бы он ни симпатизировал Ивану Шуйскому, его «прямоте, благородству и великодушию», в «Проекте постановки…» он отмечает в то же время «гордость, стремительность и односторонность», способность сознательно допускать несправедливости, «когда они, по его убеждению, предписаны общею пользой», а главное — не видит в нём государственного мужа. «Такие люди, — пишет Толстой о Шуйском, — могут приобрести восторженную любовь своих сограждан, но они не созданы осуществлять перевороты в истории. На это нужны не Шуйские, а Годуновы».

### Фёдор

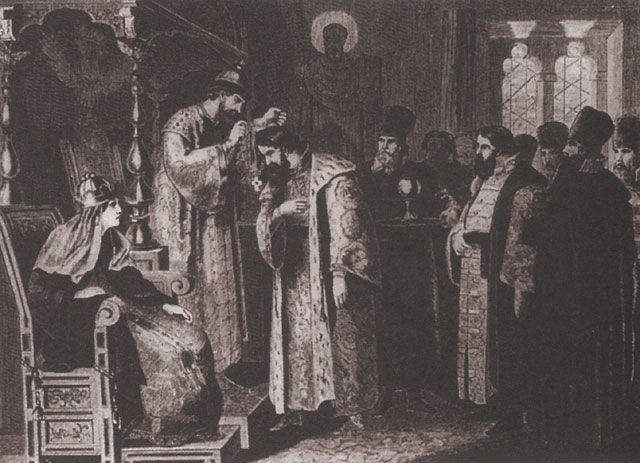
А. Кившенко. «Царь Фёдор Иоаннович надевает на Бориса Годунова золотую цепь»

Фёдор был любимым героем Алексея Толстого, именно в этом образе он меньше всего опирался на Карамзина, для которого преемник Ивана Грозного был «жалким венценосцем». В «Проекте постановки…» драматург писал, что хотел представить Фёдора «не просто слабодушным, кротким постником, но человеком, наделённым от природы самыми высокими душевными качествами, при недостаточной остроте ума и совершенном отсутствии воли».
Полемизируя одновременно и с древнерусскими сказаниями о Смутном времени, в которых Фёдор предстаёт царём-аскетом и подвижником, устранившимся от всех земных дел (у А. С. Пушкина это предание пересказывает Григорий Отрепьев), Толстой писал о «трагической вине» своего героя, — сценическая история трагедии показала, что «Царь Фёдор» оставляет возможность иных толкований его содержания, в том числе образа главного героя. 
Уже современник Толстого, П. В. Анненков, считал, что Фёдор служит как бы оправданием своего жестокого отца: «Злобный мир, в котором Федору пришлось жить и действовать, видимо нуждается в железной руке для своего успокоения и для того, чтобы не дать ему расползтись врозь… Федор был не от этого мира, да и не от какого мира вообще. Это не только правитель невозможный, это и человек невозможный — так всё в нём или выше, или ниже обыкновенных условий человеческого существования».
Многие отмечали в толстовском Фёдоре сходство с князем Мышкиным (при том, что Ф. М. Достоевский создавал образ «положительно прекрасного человека» и не имел намерения обвинить его в том, что он никого не спас); так, первый на профессиональной сцене исполнитель роли Фёдора Павел Орленев отказался играть героя Достоевского: «боялся повторить в князе Мышкине царя Фёдора — так много общего у них». «Царь Фёдор» Толстого и «Идиот» Достоевского писались в одно время, Толстой опубликовал свою трагедию раньше, и о заимствовании говорить не приходится; Иннокентий Смоктуновский, которому довелось после Мышкина играть Фёдора, считал, что герой Толстого имеет с Мышкиным лишь очень поверхностное сходство: «Мне казалось, что он душевными качествами близок к Мышкину. Я ошибся. В нём всё другое. Он иной». Во всяком случае, позднейшие интерпретаторы пьесы вслед за Анненковым не искали в случившемся вину Фёдора, его личная трагедия толковалась как трагедия бессилия добра в «злобном мире». И если в представлении Толстого в характере Фёдора как бы уживались два человека, «из коих один слаб, ограничен, иногда даже смешон; другой же, напротив, велик своим смирением и почтенен своей нравственной высотой», то у всех исполнителей этой роли на сцене отношения с Фёдором складывались лишь в той мере, в какой им удавалось найти в его характере цельность; таким был Фёдор и Ивана Москвина, и всех его преемников в знаменитой постановке Художественного театра, и, при всех его отличиях от мхатовских воплощений, Фёдор Смоктуновского.

## Основные действующие лица

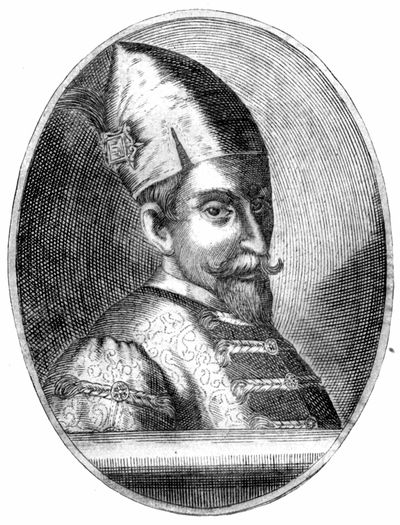
Фёдор Иоаннович, гравюра

Царь Федор Иоаннович, сын Иоанна Грозного
Царица Ирина Федоровна, жена его, сестра Годунова
Борис Федорович Годунов, правитель царства
Князь Иван Петрович Шуйский, верховный воевода
Дионисий, митрополит всей Руси
Варлаам, архиепископ Крутицкий
Иов, архиепископ Ростовский
Благовещенский протопоп
Чудовский архимандрит
Духовник царя Федора
Князь Василий Иванович Шуйский, племянник князя Ивана Петровича
Князь Андрей, Князь Дмитрий, Князь Иван — Шуйские, родственники Ивана Петровича
Князь Мстиславский, Князь Хворостинин — ближние воеводы (сторонники Шуйских)
Князь Шаховской, Михайло Головин — сторонники Шуйских
Андрей Петрович Луп-Клешнин (бывший дядька царя Федора), Князь Туренин — сторонники Годунова
Княжна Мстиславская, племянница кн. Ивана Петровича и невеста Шаховского
Василиса Волохова, сваха
Богдан Курюков, Иван Красильников, Голубь-отец, Голубь-сын — московские гости, сторонники Шуйских
Федюк Старков, дворецкий кн. Ивана Петровича.

## Сюжет

### Действие первое
Действие происходит в Москве, в конце XVI века. Недовольные растущим влиянием Годунова, которому царь Фёдор «передоверил» власть, князья Шуйские и сочувствующие им бояре пытаются составить заговор с целью отстранения Годунова от власти; полагая источником влияния Бориса на царя его родство с царицей Ириной Федоровной (сестрой Годунова), бояре задумывают развести Фёдора с женой, как неплодной. Вдохновляемые Иваном Петровичем Шуйским, они составляют челобитную, в которой просят царя вступить в новый брак; они ставят свои подписи под челобитной, но подача её царю откладывается из-за нерешённости вопроса о невесте.

### Действие второе
Соперничество Годунова и Шуйского тревожит Фёдора; не понимая истинных причин этой вражды, у Толстого политической, а не личной, Фёдор пытается помирить соперников. Шуйских поддерживают московские купцы, недовольные той протекцией, которую Годунов оказывает купцам иноземным, и той суровостью, с какой он пресекает любые бунты; напрасно Борис пытается объяснить Шуйскому, что его протекционизм — часть платы за мирные отношения с соседними государствами.
Недобровольно, под давлением царя и царицы, соперники протягивают друг другу руки и целуют крест; Борис клянётся «князьям, боярам и торговым людям —
ничем не мстить за прежние вины». Купцы обвиняют Шуйского в предательстве: «Вы нашими миритесь головами!» — говорит Голубь-сын.

### Действие третье
На следующий день Ирина передаёт Фёдору просьбу вдовствующей царицы, Марии Нагой, о возвращении в Москву из Углича, куда Нагие вместе с царевичем Дмитрием были отправлены сразу после воцарения Фёдора. Годунов решительно противится этому. Иван Шуйский жалуется царю на Годунова, который, несмотря на данную клятву, той же ночью выслал купцов «неведомо куда». Борис напоминает, что обещал не мстить за прошлые вины; купцы, однако, тут же, на глазах царя пытались вновь поссорить его с Шуйским. Фёдор принимает сторону Бориса, и Шуйский со словами: «Мне стыдно за тебя — прости!» — покидает царские палаты.
Сторонник Годунова Андрей Клешнин доставляет перехваченное письмо близкого к Шуйским Головина в Углич; письмо свидетельствует о наличии заговора, и Борис требует взятия Ивана Шуйского под стражу, в противном случае грозит удалиться от дел. Фёдор, не желая верить в недобрые намерения Шуйского, в конце концов принимает отставку Годунова.

### Действие четвёртое
Тем временем, в отсутствие Ивана Шуйского, бояре вписывают в челобитную имя княжны Мстиславской, уже просватанной молодому князю Шаховскому. Возмущённый Шаховской выхватывает челобитную и исчезает с ней. Иван Шуйский, прежде отклонявший предложение сместить Фёдора и возвести на престол царевича Дмитрия, теперь склоняется именно к такому способу избавления от Годунова. Отрешённый от дел Борис просит Клешнина отправить в Углич в качестве новой мамки царевича сваху Василису Волохову, при этом несколько раз повторяет: «чтобы она царевича блюла». Клешнин, в свою очередь, передавая Волоховой указания Годунова, даёт ей понять, что, если страдающий падучей царевич сам погубит себя, с неё не спросят.
Фёдор, вынужденный лично заниматься государственными делами, тяготится ими и готов помириться с шурином, тем более что Шуйский на его призывы не откликается, сказываясь больным; однако для Годунова условием примирения по-прежнему остаётся арест Шуйского. Клешнин, осведомлённый обо всём, что происходит в среде заговорщиков, сообщает царю о намерении Шуйских возвести на престол царевича Димитрия. Фёдор отказывается верить, но призванный к нему Иван Петрович сознаётся в мятеже. Пытаясь оградить Шуйского от гнева Годунова, Фёдор заявляет, что он сам велел поставить царевича на престол, но теперь раздумал.
В царские покои врывается Шаховской с боярской челобитной и просит вернуть ему невесту; подпись Ивана Петровича под челобитной обескураживает Фёдора. Он готов простить Шуйскому заговоры и мятежи, но не может простить обиду, нанесённую Ирине. В гневе Фёдор подписывает давно заготовленный Борисом указ об аресте Шуйского и его ближайших родственников.
На берегу Яузы купец Богдан Курюков бунтует горожан против Годунова, призывая отбить Шуйских, которых под стражей ведут в тюрьму. Иван Петрович просит народ разойтись — не губить своих голов; но когда его уводят, появляется Шаховской и с кличем: «Раскидаем тюрьму по брёвнам!» — увлекает народ за собой.

### Действие пятое
Клешнин сообщает Борису о том, что все сторонники Шуйских схвачены; не находя понимания ни у большинства бояр, ни у царя, Борис пытается объяснить сестре необходимость принимаемых им мер:
Семь лет прошло, что над землею русской
Как божий гнев пронесся царь Иван.
Семь лет с тех пор, кладя за камнем камень,
С трудом великим здание я строю,
Тот светлый храм, ту мощную державу...
Вторая картина разыгрывается на площади перед Архангельским собором, в котором Фёдор отслужил панихиду по своему отцу, Ивану Грозному. «От нынешнего дня, — решает Фёдор, — Я буду царь». Ирина и княжна Мстиславская умоляют его простить Шуйского. Фёдор, чей гнев был лишь недолгой вспышкой, посылает за Шуйским князя Туренина, но тот сообщает, что Шуйский ночью удавился; недосмотрел же Туренин потому, что вынужден был отбивать толпу, приведённую к тюрьме князем Шаховским, и отбил её, лишь застрелив Шаховского. Фёдор обвиняет Туренина в убийстве Шуйского; он сожалеет о том, что слишком долго мирволил боярам: «Не вдруг отец покойный/ Стал грозным государем! Чрез окольных/ Он грозен стал…»
В это время гонец приносит из Углича весть о гибели царевича. Фёдор подозревает, что и Дмитрий был убит; Годунов предлагает послать в Углич для дознания Клешнина и Василия Шуйского и тем самым убеждает Фёдора в своей невиновности. Тут же приходит и сообщение о приближении к Москве татар и скорой, «чрез несколько часов», осаде столицы. Чувствуя себя не в силах справиться с навалившимися проблемами, Фёдор соглашается с Ириной в том, что править царством может только Борис. Трагедия заканчивается горестным монологом Фёдора:
Моей виной случилось все! А я —
Хотел добра, Арина! Я хотел
Всех согласить, все сгладить, — боже, боже!
За что меня поставил ты царем!

## Художественные особенности. Критика
Как отмечал И. Ямпольский, с «Борисом Годуновым» А. С. Пушкина трилогию Толстого сближал не только стихотворный размер и не только «внутреннее беспокойство Борисова сердца» (здесь оба опирались на один и тот же источник), но и собственно язык: в отличие от некоторых своих предшественников в жанре исторической драмы, в частности Н. А. Чаева и Д. В. Аверкиева, Толстой не стремится к скрупулёзной археологической точности: как и Пушкин, он пользуется архаизмами очень умеренно и с большим тактом, органично включая их в речь своих героев.
То обстоятельство, что трагедия «Царь Фёдор Иоаннович» была лишь средней частью драматического цикла, сказалось на её композиции; как отметил один из критиков после постановки пьесы на сцене, взятая отдельно, она не имеет ни определённого начала, ни конца, ни завязки в привычном смысле этого слова, ни развязки: и то и другое оказалось за рамками трагедии.
Литературоведы отмечают психологическое богатство героев Толстого по сравнению с плоскостными фигурами исторической драмы 30—40-х годов XIX века (пьес Н. Кукольника, Н. Полевого и других) и даже по сравнению с пьесами Л. Мея, посвящёнными той же эпохе, — «Царской невестой» и «Псковитянкой». И. Ямпольский видел в «Царе Фёдоре» прогресс и по отношению к первой части трилогии, где в образах главных героев, Ивана Грозного и Бориса Годунова, ещё достаточно сильны черты традиционных романтических злодеев. Один из первых критиков трагедии, П. Анненков, не без иронии отметил: «Из многочисленных способов относиться к русской истории и к русскому народу граф А. К. Толстой выбрал один из самых оригинальных… Способ этот, как известно, заключается в том, чтобы положить в основание трагедии один полный психический этюд главного действующего её лица и сделать из всех явлений, из всего её содержания, только подробности этого самого психического очерка или этюда». Так, в первой части трилогии, «настоящей мыслью и целью» сочинения стал анализ характера Ивана Грозного и, поскольку сам по себе этот способ не нов и в той или иной степени использовался всеми драматургами, собственно оригинальным Анненков считал то, что в трагедии Толстого этот анализ оказался «единственным и исключительным способом создания, поглощающим все его соображения и не оставляющим места в драме для других её условий». Точно так же и вторая часть трилогии построена, по Анненкову, на «психическом этюде» Фёдора.
Анненков находил в «Царе Фёдоре» немало недостатков: это и неисторичность как героев трагедии — речь здесь может идти только о «создании типа под покровом общеизвестного исторического имени», так и многих ситуаций; и склонность Толстого жертвовать исторической правдой ради сценического эффекта; и то, что все свои усилия драматург сосредоточил на обрисовке одного или двух характеров и тем самым как будто освободил себя от обязанности заниматься их окружением; в результате — «вся честь обладания типом принадлежит одной стороне, а на другой стоят… избитые физиономии из исторических учебников». Столкновение реформатора и консерватора, по мнению Анненкова, «лучшее, счастливейшее» содержание для исторической драмы, какое только можно себе представить, но ни Иван Шуйский, ни Борис Годунов до настоящих типов в трагедии Толстого не выросли.
Среди отмеченных критиком недостатков — и характерное для русской драматургии в целом заимствование у У. Шекспира и Ф. Шиллера приёмов, плохо работающих в русском материале. Чужеродность этих приёмов Анненков демонстрировал на князе Шаховском, как он представлен у Толстого: живя в России XVI века, князь раскрывает царю боярский заговор, совершенно не ожидая дурных последствий для заговорщиков. «И ничто, — писал критик, — так полно не рисует иноземное, чужое происхождение этой фигуры, как её изумление и отчаяние, когда дело пошло обычным и настоящим своим ходом».
При этом несомненной удачей Толстого Анненков считал образ главного героя трагедии. Если об Иване Грозном к началу 60-х годов было написано уже немало и характер его представлялся вполне изученным, то любимый его сын оставался в истории фигурой загадочной: сведений о Фёдоре Иоанновиче сохранилось мало, и за достоверность их никто поручиться не мог; образ этого царя надо было «почти целиком изобрести», сохранив от предания только наиболее достоверное — внешние очертания портрета. «На этом скудном и далеко не трагическом материале, — писал Анненков, — автор создал тип Фёдора, замечательный по своему внутреннему смыслу. Он сделал из него больного, не способного к труду и ограниченного человека, но с такими сокровищами сердца, с таким обилием любви к людям, и с такой ангельскою простотой воззрения на себя и других, что этот немощный правитель часто возвышается до понимания характеров и до решений, превосходящих мудростью всё, что около него подаёт голос и совет».
В этом отношении с Анненковым много лет спустя солидаризировался и Д. П. Святополк-Мирский, назвавший толстовского Фёдора «одной из самых интересных фигур в русской литературе».
И в оценке трагедии в целом не все были так суровы, как Анненков; тот же Святополк-Мирский в своей «Истории русской литературы…» писал о Толстом: «…Хотя белый стих его драмы намного ниже его же рифмованных лирических повествовательных и юмористических стихов, знаменитая историческая трилогия (…) до некоторой степени заслужила свою высокую репутацию. В смысле идей эти пьесы интересны и заставляют думать. Они полны великолепно написанных характеров». В полемику с Анненковым 30 лет спустя вступил известный театральный критик Н. Е. Эфрос, для которого «Царь Фёдор» оказался пьесой «исключительного интереса и достоинства», «шедевром нашей драматургии». Объявив, что никаких существенных искажений реальной истории в трагедии Толстого нет, Эфрос охарактеризовал её как «полную глубокой исторической правды, общечеловеческих образов и поэтических красот». В. Г. Короленко в 1898 году, непосредственно в связи с постановкой трагедии в театре Суворина, записал в своём дневнике: «После ничтожества современного репертуара, — это художественный перл, на котором отдыхают вкусы публики… Это жемчужина нашей драматургии. По странной прихоти цензуры, — пьеса не давалась много лет, и идёт как раз теперь, когда публика находит много аллюзий на современное положение и нынешнего царя».
Немаловажно здесь и то, что Анненков свою статью о «Царе Фёдоре» писал задолго до первой постановки трагедии на сцене, в то время как Святополк-Мирский, Эфрос и Короленко — уже после того, как увидели её в театре.

## Сценическая судьба

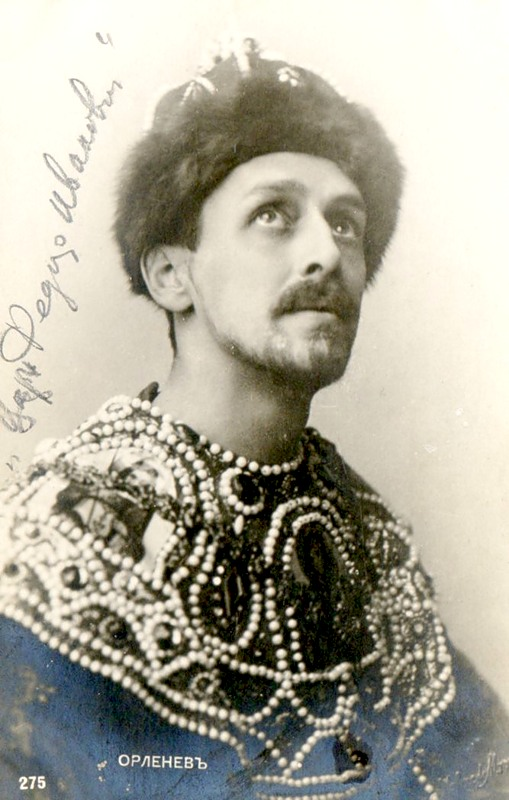
Павел Орленев, первый исполнитель роли царя Фёдора на профессиональной сцене, 1898 год

«Никто не знает, — говорил Вл. И. Немирович-Данченко, — какая пьеса хорошая, какая плохая, пока она не поставлена». Опубликованную ещё в 1868 году трагедию, как пишет С. Венгеров, мало заметили, мало читали и мало комментировали, а сценического воплощения, из-за цензурного запрета, ей пришлось ждать долго: первую постановку «Царя Фёдора» осуществила любительская труппа в Петербурге в 1890 году — на любительские спектакли цензура не распространялась.
С подсказки Немировича-Данченко, в то время ещё не имевшего собственного театра, разрешения на постановку долго добивался влиятельный А. С. Суворин — для своего петербургского театра; в 1898 году к его ходатайству присоединились, при поддержке вел. кн. Сергея Александровича, основатели Художественно-общедоступного театра. Внеся в пьесу небольшие коррективы, цензура в конце концов дала «добро», и первая постановка на профессиональной сцене, с Павлом Орленевым в заглавной роли, состоялась 12 (24) октября 1898 года — в Петербурге, в Малом («Суворинском») театре.
Поставивший спектакль П. Гнедич главной причиной успеха «Царя Фёдора» считал не достоинства самой пьесы, а её длительный цензурный запрет; премьерный ажиотаж спровоцировал пущенный кем-то по городу слух, будто актёр, играющий Фёдора, выйдет на сцену в гриме Николая II, а исполнитель роли Годунова будет похож на его статс-секретаря С. Ю Витте.

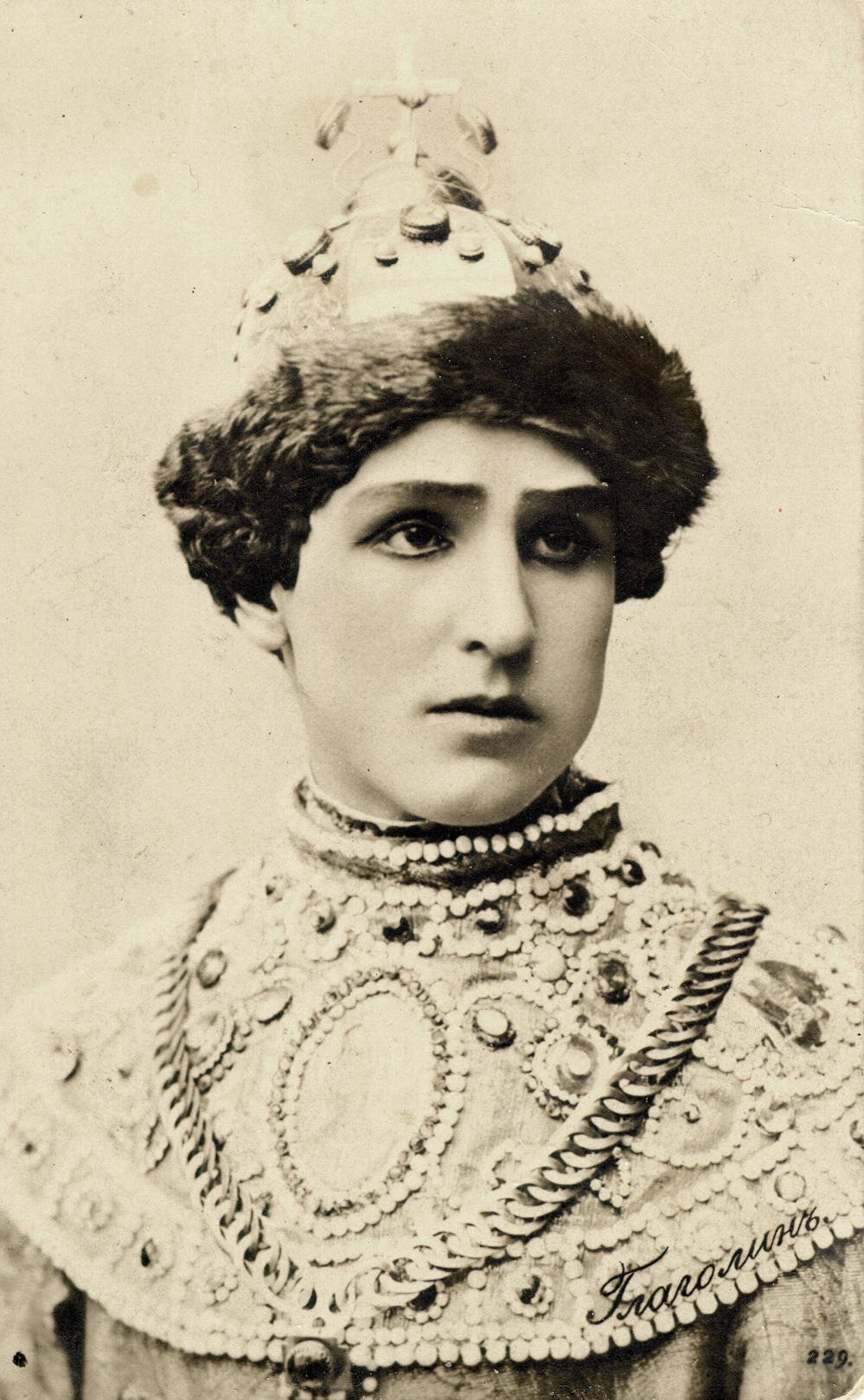
Борис Глаголин в роли Фёдора, 1901 год

По свидетельству Гнедича, Орленев играл человека, скорее неврастеничного, нежели блаженного, — на очевидное несходство этого Фёдора с толстовским режиссёр ещё в процессе репетиций указывал Суворину, который, признав, что всё, что делает Орленев, конечно, «чепуха», тем не менее поддержал актёра: публике такой Фёдор понравится определённо больше, чем царь-юродивый. Суворин не ошибся: Орленев в роли Фёдора имел исключительный успех, и сам актёр в своих воспоминаниях писал, что после премьеры трагедии «проснулся знаменитостью». Орленева в своём дневнике отметил и В. Г. Короленко: «Характер Фёдора выдержан превосходно, и трагизм этого положения взят глубоко и с подкупающей задушевностию». После его ухода из театра в 1900 году закрепиться в этой роли не удавалось никому, и когда Борис Глаголин попытался приблизить сценического Фёдора к замыслу драматурга, критика эту попытку встретила насмешками.
При очередном возобновлении спектакля, в 1912 году, Фёдора играл Михаил Чехов, в то время начинающий актёр, также понравившийся критикам меньше, чем Орленев; однако именно «Царь Фёдор» открыл перед ним двери Художественного театра.
Успех петербургской постановки, как сообщает Венгеров, многие приписывали замечательной игре Орленева, но пьеса в дальнейшем много ставилась и в провинции и предоставляла актёрам такой благодарный материал, что всюду находились «свои Орленевы». И всё-таки главным событием театральной жизни стала другая постановка трагедии.

### «Царь Фёдор» в Художественном театре
«Удивительная пьеса! Это Бог нам послал её» — так летом 1898 года Немирович-Данченко оценил «Царя Фёдора». 14 (26) октября того же года, спустя всего два дня после петербургской премьеры, трагедией Толстого открылся в Москве Художественно-общедоступный театр, будущий МХАТ.
На «Царе Фёдоре», как и на чеховской «Чайке», сошлись вкусы обоих основателей театра, но за «Чайкой» тянулся шлейф недавнего провала, «Царь Фёдор» на тот момент, когда труппа приступила к репетициям, ещё не знал ни успехов, ни провалов, к тому же широкий исторический фон открывал возможность переосмысления драматического конфликта. К. С. Станиславского пьеса привлекла сочетанием лирического (в образе Фёдора) и эпического (в массовых сценах) начал; увлёк его не центральный сюжет, не борьба за влияние между Шуйскими и Годуновым, а периферия трагедии: приход выборных к царю во втором действии и особенно сцена на Яузе в четвёртом, завершающаяся бунтом. «В „Царе Федоре“, — писал Станиславский, — главное действующее лицо — народ, страдающий народ… И страшно добрый, желающий ему добра царь. Но доброта не годится, — вот ощущение от пьесы». Такое толкование пьесы предполагало демократизацию всего строя спектакля, — К. С. Станиславский ставил «Царя Фёдора» как народную трагедию.
Для Вл. Немировича-Данченко «Царь Фёдор» и тогда, в 1898 году, перекликался с шекспировским «Гамлетом»: «век вывихнул сустав», «распалась связь времен», — но эта мысль отчётливо проявилась в спектакле позже, в 1920—1930-х годах. Немирович-Данченко, проделавший немалую работу над постановкой пьесы, как режиссёр её не подписывал, в афише были указаны только имена К. Станиславского и А. Санина, — для них ключом к трагедии стала подсказка автора: «Царь Иван умер. Гроза, свирепствовавшая над русской землёй, утихла; небо прояснилось, вся природа оживает. Оживают и те могучие силы, которые сдерживала железная рука Ивана… В государстве являются политические партии, действующие смело и открыто. Все сословия принимают участие в их борьбе; жизнь, со всеми её сторонами, светлыми и тёмными, снова заявляет свои права. …В настоящей трагедии господствующий колорит есть пробуждение земли к жизни и сопряжённое с ним движение». Перед зрителями разыгрывалась драма обманутых надежд, но обманутых не по вине Фёдора; если в петербургской постановке В. Короленко отметил аллюзии на современное положение и нынешнего царя, то Художественный театр таких аллюзий не искал: московский Фёдор скорее противостоял «слабому» Николаю II, его бедой была не слабость и тем более не бездеятельность.

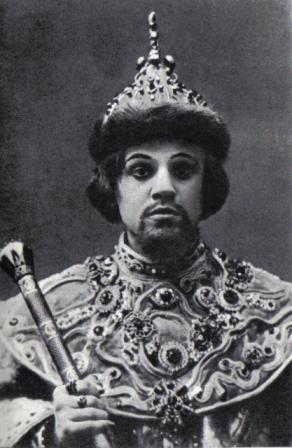
Иван Москвин в роли царя Фёдора, 1898 год

Молодой, никому не известный актёр Иван Москвин, как и Орленев, мог сказать о себе, что после премьеры спектакля проснулся знаменитым: «Его „царек-мужичок“, — пишет Марианна Строева, — потряс зрительный зал какой-то исступлённой, звенящей, до суетливости деятельной жаждой добра и справедливости, в которой словно слились вековечные чаяния людей. Театр утверждал „высшую правоту“ и стойкость сердечной веры царя Фёдора и тут же останавливался в трагическом недоумении перед бессилием добра — пусть самого деятельного. „Добро не годится, — как бы говорил он, — но да здравствует добро!“»
Новым, ещё не виданным на русской сцене было и оформление спектакля, предложенное художником В. А. Симовым: театр оказался от традиционной фронтальности, сценические картины разворачивались в зал по диагонали и размыкались в пространство. Критики по поводу московской премьеры писали, что в спектакле два героя — Москвин и мизансцены. «Перед зрителями, — пишет М. Строева, — распахнулась жизнь древней Руси во всей своей доподлинности — с низкими сводчатыми потолками, тусклыми слюдяными оконцами, с мигающими свечами и лампадами у темных икон, с высокими шапками и длинными рукавами облачений, с точными музейными вышивками и уникальной утварью». Здесь чувствовалось влияние Мейнингенского театра Л. Кронека; однако для создателей спектакля это был не просто достоверный исторический фон: «Глубокий историзм спектакля, — пишет критик, — подчинялся теме остросовременной, придавал ей эпическую широту. Своды царских хором придавливали людей. Каждый из яркой разнохарактерной толпы обязан был согнуть голову. Не избегал общей участи и царь Фёдор. Власть, свыше данная ему, его же и губила. Маленький человек беспомощно метался в тесных палатах».

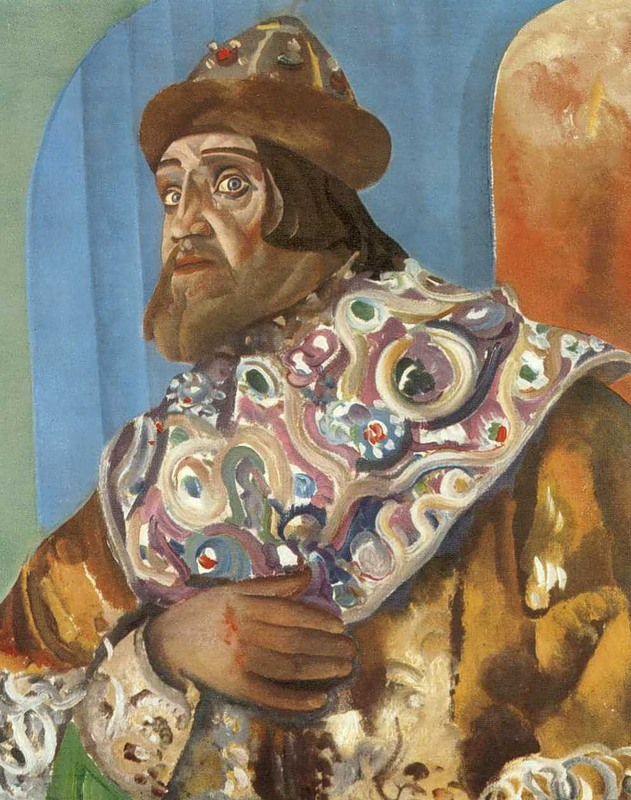
Борис Григорьев. Портрет Ивана Москвина в роли царя Федора Иоанновича. 1923

Бориса Годунова в этом спектакле играл Александр Вишневский, Ивана Шуйского — Василий Лужский, Ирину — Ольга Книппер, Всеволод Мейерхольд, мечтавший о заглавной роли, получил Василия Шуйского. Об успехе московской постановки красноречивее любых критических статей свидетельствует тот факт, что только в первый, очень короткий, закончившийся 28 февраля сезон «Царь Фёдор» прошёл 57 раз — небывалое для того времени число; 26 января 1901 года состоялось юбилейное, сотое, его представление, а роль царя Фёдора в дальнейшем стала коронной для актёров трагического амплуа, тем благодатным материалом, который позволял в полной мере раскрыться незаурядным актёрским дарованиям.

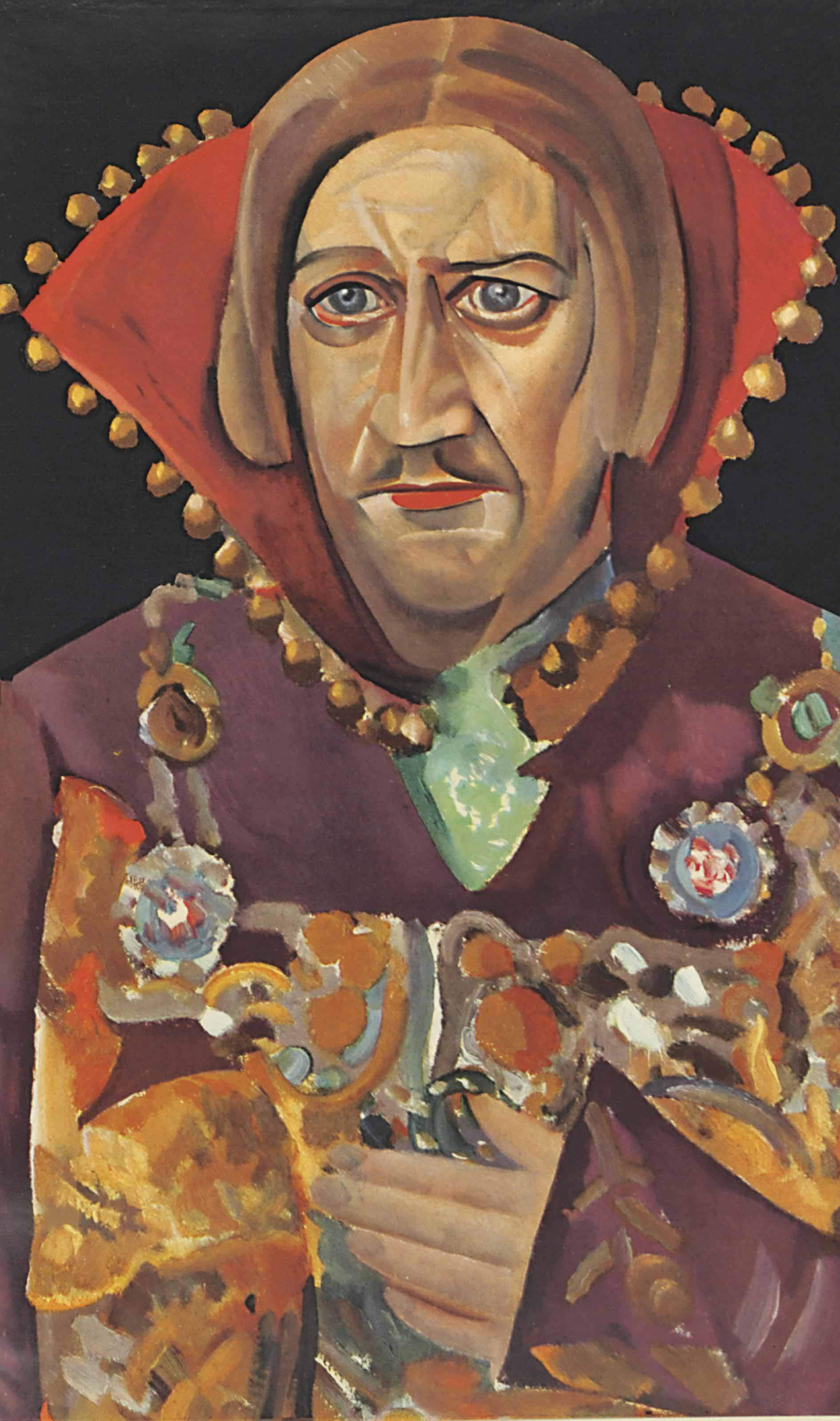
Борис Григорьев. Портрет Василия Качалова в роли царя Федора. 1923

«Царь Фёдор» был включён в гастрольную афишу Художественного театра, точнее, так называемой «1-й группы МХАТ» во главе со Станиславским во время триумфального турне по Европе и Соединённым Штатам в 1922—1924 годах, и трагедия Толстого по этому случаю была переведена на английский язык. Уже во время гастролей состав исполнителей был почти полностью обновлён, в частности, Фёдора в очередь с Москвиным играл Василий Качалов, а Ивана Петровича Шуйского — сам Станиславский. В долгой истории спектакля, пишет Инна Соловьёва, в смещениях акцентов и в сменах тональности, с годами прорастали те мотивы, которые в 1898 году, в процессе репетиций, были пережиты актёрами, но отодвинуты в окончательной редакции, как неактуальные. Ещё задолго до 1917 года из спектакля выпали две картины, принципиально важные в момент его создания: пир у Шуйского и народное гуляние и бунт на Яузе. В обновлённом в 1924 году МХАТе, теперь уже фактически возглавляемом Немировичем-Данченко, в «Царе Фёдоре» проросли гамлетовские мотивы, усилившиеся в 1930-е годы: вывихнувший сустав век — и мука того, кто волею судьбы призван этот вывих вправить. У Годунова, которого с 1935 года играл Михаил Болдуман, усилился мотив бесстрашия «рационалиста» перед кровью.
Меняясь изнутри, спектакль тем не менее сохранял целостность; он не сходил со сцены театра на протяжении полувека, став такой же «визитной карточкой» МХАТа, как чеховская «Чайка»; после Москвина и Качалова царя Фёдора играл, с 1935 года, Николай Хмелёв, а с 1940-го — Борис Добронравов, умерший 1949 году на сцене во время исполнения этой роли, не доиграв финальную сцену, — в день 51-й годовщины театра и премьеры «Царя Фёдора».
На фоне выдающейся постановки Художественного театра и образов, созданных его лучшими актёрами, многие театры долгое время не отваживались обращаться к этой трагедии: большинство трупп не располагало трагиками, способными в заглавной роли бросить вызов корифеям МХАТа. После смерти Добронравова спектакль исчез и из его репертуара.
Актёр Владлен Давыдов, много лет мечтавший о возвращении трагедии Толстого на сцену Художественного театра, в конце 1960-х годов нашёл на главную роль достойного исполнителя в лице Иннокентия Смоктуновского, уже имевшего в своём активе князя Мышкина в легендарном «Идиоте» Ленинградского БДТ. Пока во МХАТе решался вопрос о новой постановке «Царя Фёдора», осложнённый сменой художественного руководства, Смоктуновского перехватил Малый театр.

### «Царь Фёдор» в Малом театре
Режиссёру Борису Равенских, в то время художественному руководителю Малого театра, трагедию Толстого предложил поставить его любимый актёр Виталий Доронин, в надежде сыграть царя Фёдора; для него изначально и был задуман спектакль. Однако, узнав из прессы, что об этой же роли мечтает Иннокентий Смоктуновский, Равенских, не боясь обидеть Доронина (и, конечно, обидев его на всю оставшуюся жизнь) пригласил Смоктуновского.
Новый «Царь Фёдор» рождался в остром конфликте между актёром и режиссёром. По свидетельству Эдуарда Марцевича, Равенских стремился воскресить в своём спектакле древнерусские сказания о Фёдоре — образ царя-подвижника; его Фёдор был «встроен в структуру иконную, в поэтику святости Руси». Смоктуновский, как он говорил в одном из интервью, напротив, хотел показать Фёдора «страшно одиноким в окружении людей, ради личных, своекорыстных целей помыкающих интересами России и её народа», создать образ реалистический настолько, насколько это вообще возможно в отсутствие достоверных сведений. Был момент, когда Смоктуновский призвал режиссёра и актёров признать, что спектакль — «так, как того требует время, сегодняшний, выросший и высокообразованный зритель», — не получился, и отказаться от него. Но «Царь Фёдор» был выпущен; получился спектакль, в котором Смоктуновский существовал как бы отдельно от эстетики Малого театра, отдельно от режиссуры, — в конечном счёте, именно то, чего хотел актёр: его Фёдор был чужероден всему и вся.
По сравнению с князем Мышкиным в нём действительно всё было другое, но давняя мысль Немировича-Данченко о близости «Царя Фёдора» к «Гамлету» своеобразно проросла и в образе, созданном Смоктуновским, — в одном из своих интервью, напомнив о том, что представления о Фёдоре как слабоумном основаны главным образом на свидетельстве некоего иностранца, актёр, уже сыгравший Гамлета, высказал мысль: а что, если Фёдору оказалось выгодно притвориться слабоумным? В Фёдоре Смоктуновского не было ни «жалкого скудоумия», о котором писал Карамзин, ни «нравственного бессилия», которым попрекал его Толстой, не было ничего от «блаженного», — в конце концов, Фёдору достало ума осознать свою непредрасположенность к государственным делам и передоверить царство Годунову, рождённому править; он достаточно прозорлив и для того, чтобы как государственного мужа предпочесть Годунова Шуйскому. В спектакле Равенских Фёдор и Борис (нетрадиционно благородный в исполнении Виктора Коршунова) делали одно общее дело, только миссии у них были разные: «Ты в том горазд, а здесь я больше смыслю…» — и, к несчастью для Фёдора, Борис служил ему, по словам критика, не только верой и правдой, но и неверием и обманом. Слова о подаренных цесарем шести обезьянах, обычно служившие подтверждением слабоумия Фёдора, у Смоктуновского наполнялись иронически-драматическим смыслом: его Фёдор, с редкой естественностью сочетавший в себе простодушие и исключительность, больше походил на человека, трагически опередившего свой век, и воспринимался скорее как философская личность. Он был, писала Елена Шатрова, и болен, и здоров, и добр, и гневен, прямодушен, но порою и хитёр, — как во всех лучших ролях Смоктуновского, в нём оставалась недосказанность.
Если во мхатовском спектакле, по мнению критиков, главными героями были Москвин и мизансцены, то в спектакле Малого театра ими оказались Смоктуновский и музыка Георгия Свиридова, в которой наряду со специально написанными хоровыми (a capella) фрагментами были использованы темы из Маленького триптиха. «И. Смоктуновский, — писал в то время критик, — играет… со всей проникновенностью, с пугающей почти достоверностью постижения самого естества „последнего в роде“, обреченного царя. Иначе говоря, трагедию личности, но столь глубокой и необыденной, что перед душевным сокровищем его героя мелкими кажутся и проницательный ум Годунова, и недальновидная, хотя и искренняя прямота Ивана Шуйского… Музыкальные образы „Царя Федора“ сосредотачивают в себе высокое художественное обобщение… Дух Древней Руси оживает в этой музыке». 
Премьера спектакля состоялась в мае 1973 года; в постановке было занято целое созвездие корифеев театра: помимо Виктора Коршунова (Бориса Годунова), Евгений Самойлов в роли Ивана Шуйского, Виктор Хохряков (и Евгений Весник) в роли Клешнина; Василису Волохову играла Елена Шатрова и в небольшой отпущенной ей сцене сделала свою Василису фигурой почти трагической. Хотя изначально зрители совершали паломничество в первую очередь на Иннокентия Смоктуновского, спектакль пережил и уход актёра из театра в 1976 году и оставался в репертуаре до 2004 года (Фёдора в дальнейшем играли Юрий Соломин и Эдуард Марцевич); но это был уже другой спектакль.

### «Царь Фёдор» в Театре им. Комиссаржевской
Одновременно с Малым театром, даже чуть раньше, в 1972 году, трагедию Толстого поставил Рубен Агамирзян на сцене Ленинградского театра им. В. Ф. Комиссаржевской. Позже Агамирзян поставил и другие части трилогии и вместе с исполнителями главных ролей был за эту работу в 1984 году удостоен Государственной премии СССР, но начал с «Царя Фёдора». В спектакле, оформленном Эдуардом Кочергиным, заглавную роль сыграл молодой, но в то время уже хорошо известный театралам актёр Владимир Особик; Бориса Годунова во всех частях трилогии играл Станислав Ландграф, Ивана Петровича Шуйского — Иван Краско.
В не меньшей степени, чем спектакль Малого театра, ленинградский «Царь Фёдор» стал событием театральной жизни, хотя и не сразу осознанным: Театр им. Комиссаржевской считался второстепенным. Агамирзян по-своему, иначе, чем Художественный и Малый театры, перевернул авторский замысел — «трагическую вину Фёдора»: в его спектакле Фёдор не бездействовал; как человек, живущий по другим законам, он вполне осознанно стоял на пути борющихся партий. Он хотел быть совестью своих подданных — они считали его своей слабостью; они видели слабость там, где он искал свою силу. «В Царе-Особике, — пишет Нина Аловерт, — действительно ощущалась некоторая болезненность, но только потому, что чувство справедливости и вера в возможность гармоничного, согласного существования людей была развита в нём до болезненности. Его нравственная чистота казалась людям, погрязшим в интригах, чем-то противоестественным, ненормальным». Этот Фёдор перекликался с Фёдором Смоктуновского, но был менее защищённым и оттого ещё более трагическим.
Если от Иннокентия Смоктуновского, к тому времени уже признанного «гения», ждали шедевра, то Фёдор Особика стал сенсацией. Рассказывают, что на репертуарной коллегии Ленинграда Георгий Товстоногов, узнав, что Театр им. В. Комиссаржевской собирается ставить «Царя Фёдора», скептически заметил: «Как бессмысленно ставить „Гамлета“, не имея актёра на роль Гамлета, так же глупо ставить „Царя Фёдора Иоанновича“, не имея Фёдора». Когда же ленинградский спектакль прогремел на всю страну, а Фёдора Особика Всероссийское театральное общество признало лучшей ролью года, Товстоногов назвал эти слова своей «самой приятной ошибкой».
С неизменным успехом спектакль шёл на сцене театра 18 лет, пока Владимир Особик не покинул труппу, — замены ему не нашлось. «Царь Особика, — вспоминала Нина Аловерт 30 лет спустя, — временами не ходил, а как будто летал, особенно в сцене, где хотел всех примирить. Вскидывал руки, как крылья, и летел от Ирины — к Годунову, от Годунова — к Шуйскому, от Шуйского — к Ирине. Неожиданно останавливался и вслушивался в каждую фразу, всматривался в лица собеседников, затем зажмуривал глаза, чтобы эти лица не видеть и только сердцем постичь сплетение лжи и предательства. Новое испытание обрушивается на Царя, он узнаёт, что его хотят развести с женой… Полёт прекращался, начиналось метание по сцене. Как безумный бросался он с печатью в руке к столу и падал сверху на стол, припечатывая приказ об аресте Шуйского, одним движением решая участь Шуйского и свою, потому что с этой минуты начиналась гибель Царя. …Я и сейчас в любое мгновение могу „услышать“ страшный, из глубины сердца исторгнутый вопль Царя: прижавшись спиной к стене, вытянув вперед руки, как бы отталкивая Годунова, Особик кричал: „Я правду от неправды не отличу! Аринушка!“»

## Комментарии
1. ↑  «…Он воздыхал о мирном житие / Молчальника. Он царские чертоги / Преобратил в молитвенную келью; / Там тяжкие державные печали / Святой души его не возмущали» и т. д.[33]
2. ↑  В аудиозаписи сохранились отдельные сцены из этого спектакля с участием И. Москвина и Н. Хмелёва и полная запись спектакля с участием Б. Добронравова[73].
3. ↑  Спектакль с участием И. Смоктуновского сохранился только в аудиозаписи[73].
4. ↑  Перейдя во МХАТ, Смоктуновский пытался поставить там «Царя Фёдора», но оказался слишком неопытным режиссёром, и спектакль не получился[82].
5. ↑  Спектакль с участием Ю. Соломина в 1981 году был снят на киноплёнку.
6. ↑  По преданию, Иннокентий Смоктуновский назвал Фёдора Особика самым трагическим Фёдором, какой только может быть[84].